# Chimaki
Il Chimaki (粽 o ちまき?) è la versione giapponese del zongzi cinese. È un fagottino composto da riso glutinoso cotto al vapore, schiacciato con l'aggiunta di zucchero, avvolto in foglie di bambù e infine messo a cuocere al vapore di nuovo.
Il consumo dei chimaki è una vecchia tradizione nazionale, in passato era un cibo tipico del Capodanno. Si consuma in occasione della giornata del bambino (こどもの日?, Kodomo no hi), festa nazionale giapponese che si tiene il 5 maggio.

## Origine del nome
Chimaki deve il suo nome alla foglia di imperata cylindrica (チガヤ?, chigaya) che nel passato era l'unica foglia con cui veniva avvolto. Avvolgere in giapponese si dice maki, il termine chimaki è quindi l'unione di chigaya e maki, avvolto nella chigaya.

## Storia
Il chimaki fu portato in Giappone dalla Cina durante il periodo Nara (710~794) o durante il periodo Heian (794~1185). Era in origine cucinato con riso glutinoso e avvolto in foglie di chigaya. L'usanza di avvolgerlo in foglia di bambù fu iniziata dal maestro di dolci di riso Kawabata Doki, al quale l'imperatore chiese di fare un dolce con il kudzu che gli avevano regalato gli abitanti di Yoshino. Data l'estrema mollezza del kudzu cucinato, non fu possibile avvolgerlo con la troppo fine foglia di chigaya e fu usata quindi la più consistente foglia di bambù. In seguito, il chimaki è diventato uno dei caratteristici dolci di Kyoto (京菓子?, kyōgashi).

## Descrizione e differenze con lo zongzi

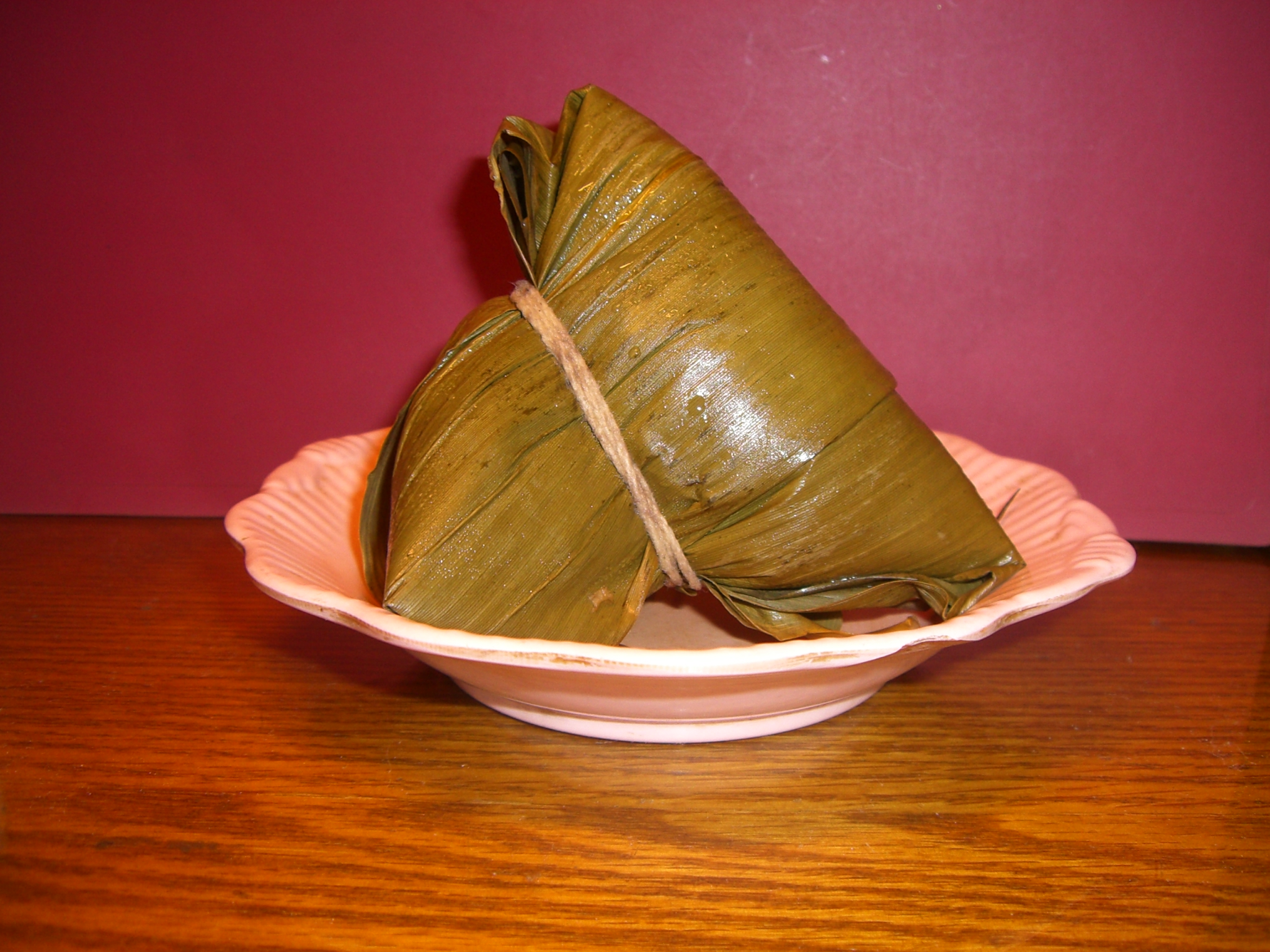
Chimaki.

Il chimaki viene confezionato a forma di cono con sezione circolare ed avvolto in foglie di bambù, imperata cylindrica o zizania, che conferiscono distinti sapori. Viene fatto sia con il riso glutinoso (もち米?, mochigome) che con il riso non-glutinoso (うるちまい?, uruchimai). Dopo la cottura a vapore, il riso del chimaki si presenta come una pasta unica in cui non si distinguono i chicchi. Non viene messo alcun ripieno e si può mangiare con farina di soia o sciroppo di zucchero e salsa di soia ecc. Lo zongzi ha invece forma triangolare, viene rivestito solo con foglie di bambù e i suoi chicchi di riso, esclusivamente quello glutinoso, rimangono visibili dopo la cottura; può essere inoltre riempito con ingredienti salati come carne, castagna, salsiccia e funghi.